# Maria Rosa Candido
Maria Rosa Candido (Auronzo di Cadore, 10 de febrero de 1967-Silandro, 18 de octubre de 1993) fue una patinadora italiana de velocidad en pista corta.

## Biografía
En patinaje de velocidad en pista corta en los Juegos Olímpicos de Invierno de 1988, María Rosa Candido ganó medalla de bronce en los 3000 metros individuales, luego ganó el relevo femenino con Cristina Sciolla, Gabriella Monteduro y Barbara Mussio.
En 1993 volvió a ganar el oro en el Campeonato del Mundo de Budapest con sus compañeras Mara Urbani, Marinella Canclini, Katia Colturi y Katia Mosconi.
En octubre de 1993, mientras se preparaba para los Juegos Olímpicos de Invierno de 1994, su coche fue golpeado por el tronco de un árbol que cayó de un camión. La patinadora junior Lori Vecelio y ella misma fallecieron en el accidente.

## Palmarés
- 1987:  Campeonato del mundo, 3000 m
- 1988:  Juegos Olímpicos de 1988, 3000 m
- 1988:  3000 m
- 1991:  Campeonato del mundo, 3000 m
- 1993:  Campeonato del mundo,  3000 m